# Анџела Ленсбери
Дама Анџела Бриџид Ленсбери (енгл. Angela Brigid Lansbury; Лондон, 16. октобар 1925 — Лос Анђелес, 11. октобар 2022) била је енглеска и америчка глумица.

## Биографија
Три пута је била номинована за Оскара, осамнаест пута номинована за награду Еми, шест пута је освојила Златни глобус и пет пута је добила највишу америчку позоришну награду Тони. Ленсбери је 2013. године награђена почасним Оскаром за допринос филму више од седамдесет година.
Позната је по улози Џесике Флечер у ТВ серији Убиство, написала је, филмовима Слика Доријана Греја (1945), Манџуријски кандидат (1962), Кваке и метле (1971), Смрт на Нилу (1978) и Дадиља Макфи (2005).
Године 2014. проглашена је Дамом Командантом Реда Британске империје за допринос драмској уметности и добротворне сврхе.

## Одабрана филмографија
| Улоге Анџела Ленсбери |                          |               |                                |             |
| Година                | Српски назив             | Изворни назив | Улога                          | Напомена    |
| 1944.                 | Плинска светлост         |               | Ненси Оливер                   |             |
| 1945.                 | Слика Доријана Греја     |               | Сибил Вејн                     |             |
| 1949.                 | Самсон и Далила          |               | Семадар                        |             |
| 1958.                 | Дуго топло лето          |               | Мини Литлџон                   |             |
| 1984.                 | Чипке                    |               | Хортенс Бутин                  | мини-серија |
| 1984−1996.            | Убиство, написала је     |               | Џесика Флечер                  | ТВ серија   |
| 2005.                 | Дадиља Макфи             |               | Аделејд Стич                   |             |
| 2018.                 | Повратак Мери Попинс     |               | госпођа са балонима            |             |
| 2018.                 | Гринч                    |               | градоначелница Макгеркл (глас) |             |
| 2022.                 | Нож у леђа: Стаклени лук |               | саму себе                      | камео       |